# Haji-Szewczenkiwśki
Haji-Szewczenkiwśki (ukr. Гаї-Шевченківські) – wieś na Ukrainie, w  obwodzie tarnopolskim, w rejonie tarnopolskim.
Do 1946 roku miejscowość nosiła nazwę Gaje Szlachcinieckie (ukr. Гаї-Шляхтинецькі, Haji-Szlachtynećki).